# Royal Malta Artillery

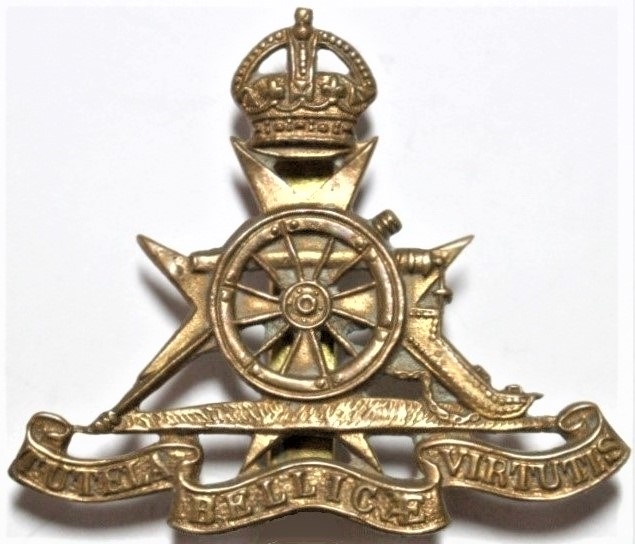
Mützenabzeichen der RMA

Die Royal Malta Artillery (RMA) war ein Artillerieverband der britischen Armee auf Malta. Aus dem 1815 aufgestellten Royal Malta Fencible Regiment entstanden, existierte er bis zur Unabhängigkeit der Inseln. Die Streitkräfte der Republik Malta (Armed Forces of Malta) führen ihre Tradition unmittelbar auf die Royal Malta Artillery zurück.

## Geschichte

### Maltese Militia Coast Artillery
Während des Kampfes gegen die französische Besatzer wurden von Captain Vivian, dem Stellvertreter Sir Alexander Balls, zwei Kompanien Artillerie aufgestellt. Diese Kompanien besetzten die Küstenbefestigungen an der St. Paul’s Bay und Marsaxlokk und beteiligten sich aktiv am Kampf gegen die französischen Truppen. Bekannt wurden sie unter dem Namen „Maltese Militia Coast Artillery“. Die Uniform bestand aus einem weiten Rock, Baumwollhosen, einer blauen Schärpe und einem Tschako.

### Maltese Provincial Battalion
Im Frieden von Amiens 1802 wurde festgelegt, dass die Hälfte der 4000 Mann starken Garnison auf Malta aus maltesischen Mannschaften unter dem Kommando maltesischer Offiziere bestehen sollte. Das „Regiment of Maltese Militia“ und die „Maltese Militia Coast Artillery“ wurden zum 1. bzw. 2. „Maltese Provincial Battalion“ zusammengefasst. Das 1. Bataillon stand unter dem Kommando von Marquis Parisi, das 2. Bataillon unter dem von Count de Gatto. Die Stärke wurde 1803 von Sir Alexander Ball, dem ersten britischen Gouverneur der Inseln, auf je 700 Mann festgesetzt. Die Uniform bestand aus einem roten Rock und weißen Hosen. Beim 1. Bataillon waren die Vorstöße himmelblau und die Tressen silberfarben, beim 2. Bataillon grün und golden.
Der zweite aufgestellte Verband war ein Artilleriebataillon in einer Stärke von 300 Mann, geführt von Major Vivian, der auch Inspekteur der maltesischen und ausländischen Truppen war. Das Bataillon bestand aus drei Kompanien zu je 100 Mann. Es besetzte die verschiedenen Küstenbatterien und wurde außerdem zum Kampf gegen Schmuggler eingesetzt. Auch hier betrug die Verpflichtungszeit fünf Jahre. Die Uniform entsprach der der Royal Artillery, dunkelblau mit roten Vorstößen. Im Jahr 1815, nach der Kapitulation Napoleons, wurden praktisch alle bestehenden maltesischen Verbände aufgelöst.

### Royal Malta Fencible Regiment
Im gleichen Jahr wurde das Royal Malta Fencible Regiment aufgestellt.
Die Soldaten des Regiments wurden auf die britischen Kriegsartikel verpflichtet und genossen die gleichen Privilegien wie die anderen Königlichen Truppen in Malta. Der Begriff Fencible war schon damals in der britischen Armee nicht mehr gebräuchlich und bezeichnet hier eine lokale Milizeinheit, die ein eingegrenztes Territorium verteidigen sollte.
Im Jahr 1829 wurde das Regiment in die reguläre Armee eingegliedert. Sein Kommandant war Oberstleutnant Graf Rivarola des King's Sicilian Regiment of Light Infantry (besser bekannt als Reggimento Siciliano), der auch Inspekteur der Polizei und der ausländischen Korps in Malta war. Die Uniform war die gleiche wie bei den britischen Linienregimentern, mit blauen Vorstössen und weißen Tressen.
Im Jahre 1836 wäre das Regiment fast aufgelöst worden. Absicht war, es zur Erfüllung polizeilicher Aufgaben und Aufgaben der Küstenwache heranzuziehen, jedoch fand die Idee keine Akzeptanz. Der Kommandant des Regiments, Colonel Barnes, stellte 1855 den Antrag, dem Regiment den Status einer regulären Einheit der britischen Armee zuzuerkennen, um es im Krimkrieg einsetzen zu können. Das Ende des Krieges machte den Antrag hinfällig.

### Royal Malta Fencible Artillery

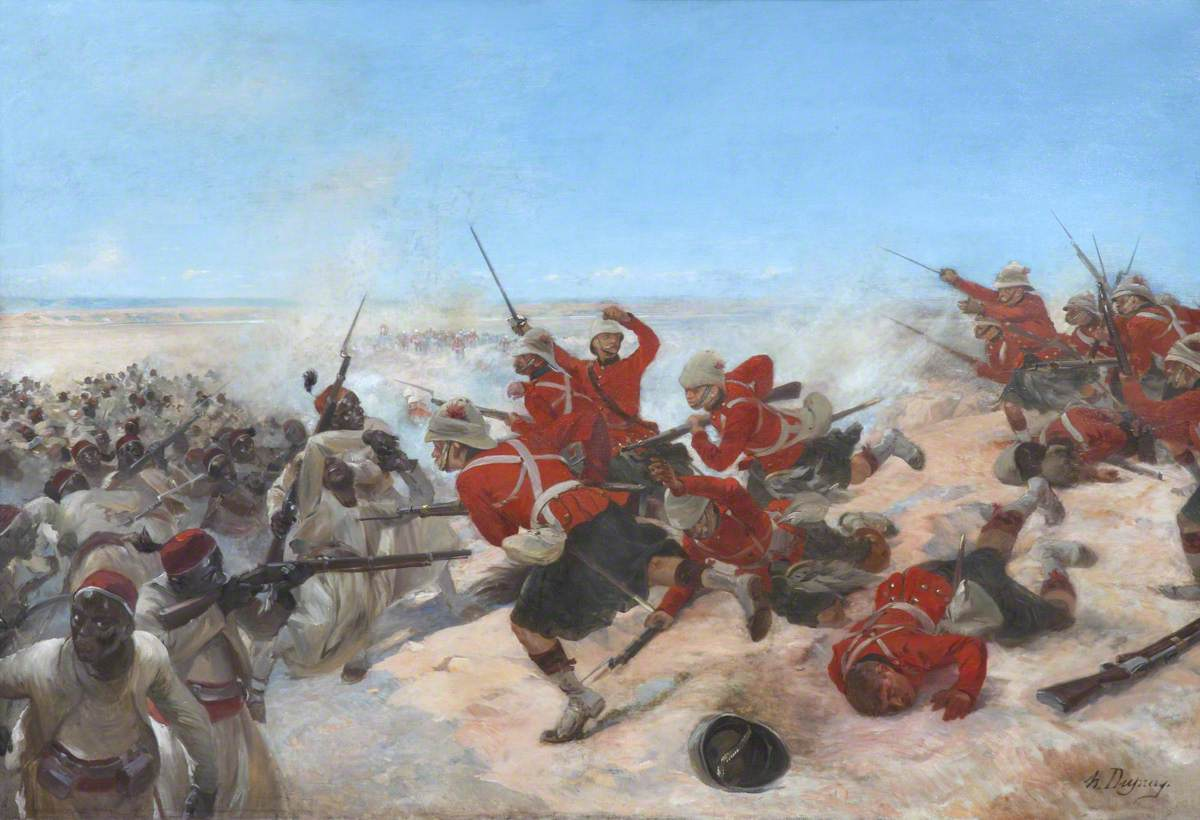
Schlacht von Tel-el-Kebir

1861 wurde die Umgliederung in ein Artillerie-Korps verfügt. Die Umgliederung war mit einer Anhebung der bisher sehr niedrigen Bezüge verbunden, die sich bei den Soldaten großer Popularität erfreute und zur Anhebung der Moral der Truppe diente. Alle Soldaten wurden unabhängig vom Dienstgrad befragt, ob sie im neuen Regiment dienen oder in den Ruhestand versetzt werden wollten. Lediglich zwei Soldaten wählten den Ruhestand. Die Uniform war jetzt die gleiche wie bei der Royal Artillery, das Regiment führte die Bezeichnung Royal Malta Fencible Artillery. Ab 1900 wurde eine Batterie des Regiments in Ägypten eingesetzt.
Im Jahre 1882 brach der Urabi-Aufstand in Ägypten aus. Eine Gruppe von 100 Freiwilligen des Regiments beteiligte sich unter dem Kommando von Captain Portelli mit Lieutenants Cavarra, Mattei und Trapani an der Niederschlagung des Aufstandes. Sie wurden bei der Verteidigung von Alexandria, das ständig von Angriffen der Beduinen bedroht wurde, eingesetzt. Als Arabi Paschas Truppen in Tel-el-Kebir geschlagen wurden, bildeten die Freiwilligen einen Teil von Sir Evelyn Woods Brigade. Im Oktober kehrte die Abteilung zurück nach Malta. Die Teilnahme von Soldaten des Regimentes an der Niederschlagung des Aufstandes wurde im House of Lords lobend hervorgehoben. Die Offiziere und Soldaten wurden mit der Egypt Medal und dem Khedive's Star ausgezeichnet, das Regiment erhielt die Battle Honour „Egypt 1882“. Ehrenoberst des Regiments wurde George, 2. Duke of Cambridge.

### Royal Malta Artillery

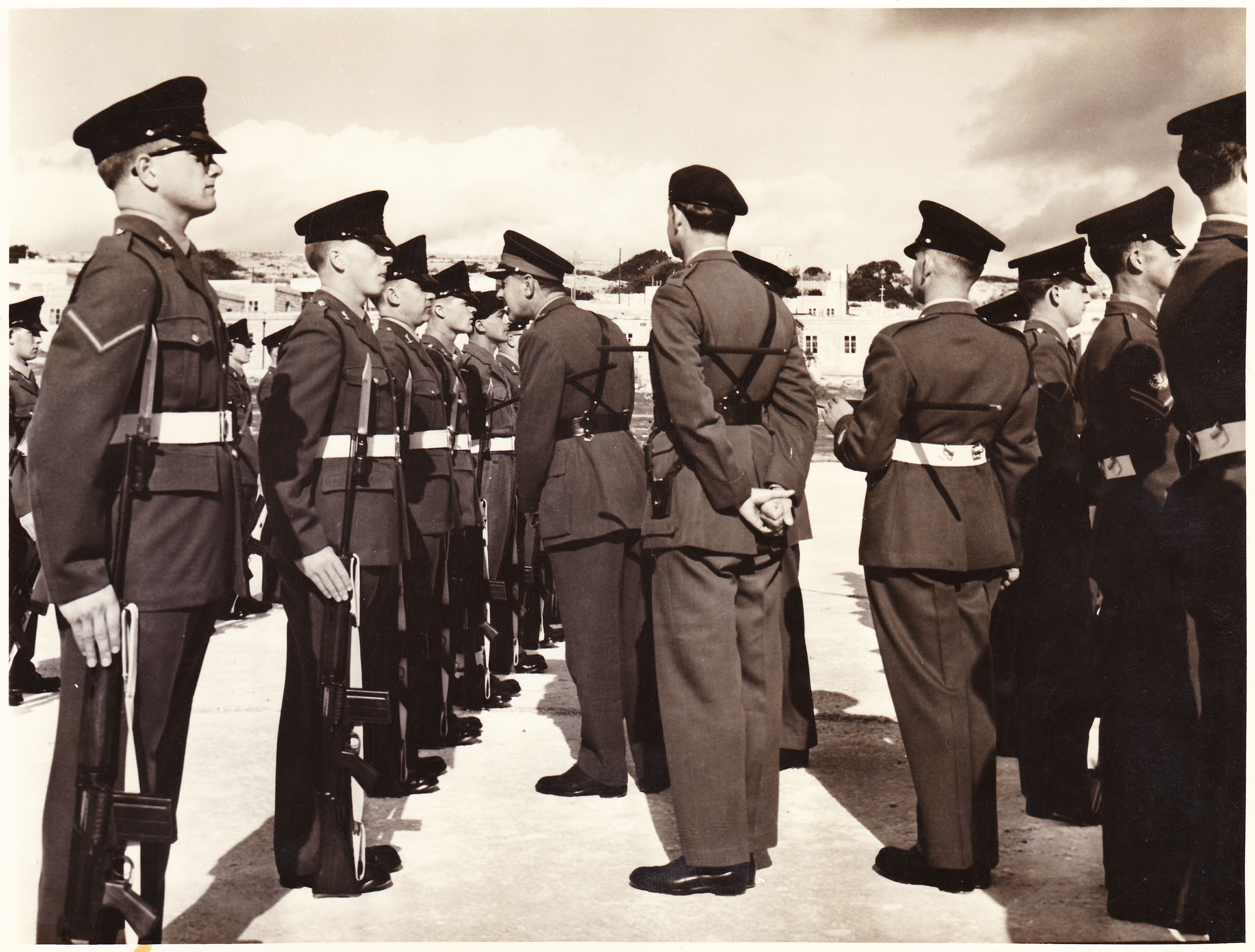
Soldaten der Royal Malta Artillery 1959 in Libyen

1889 wurde, um Verwechslungen mit dem neu aufgestellten Royal Malta Regiment of Militia zu vermeiden, das Wort „Fencible“ aus dem Namen gestrichen.
Bis in die zweite Hälfte des zwanzigsten Jahrhunderts wurden immer wieder Fragen der Bezahlung, der Pensionen, aber auch der Beförderung der Offiziere kontrovers im Parlament diskutiert. Die Soldaten des Regimentes waren – wie auch die Soldaten anderer Kolonialregimenter – in diesen Fragen gegenüber britischen Einheiten benachteiligt. Noch 1963 wurde die Bezahlung nach unterschiedlichen Grundsätzen geregelt, hatte sich aber praktisch angeglichen und lag für einige Dienstgrade jetzt sogar über der der britischen Armee. Die Unterschiede führten teilweise sogar zu gewalttätigen Auseinandersetzungen zwischen Soldaten verschiedener Truppenteile.
Zu Beginn des Ersten Weltkrieges bestand das Regiment aus drei Kompanien. Versuche, die Stärke der maltesischen Regimenter anzuheben, wurden als nicht im öffentlichen Interesse liegend abgelehnt. Zum Kampfeinsätzen des ganzen Regimentes kam es nicht.
Während des Zweiten Weltkrieges bildete das Regiment das Rückgrat der Luftverteidigung auf Malta. Das Regiment war wie folgt gegliedert:
- The Royal Malta Artillery Headquarters: Upper St. Elmo
- 1st Heavy Battery, RMA: Fort St Rocco
- 2nd Heavy Battery, RMA: Fort Tigne
- 3rd Heavy Battery, RMA: Fort St. Elmo
- 4th Heavy Battery, RMA: -
- 5th Anti-Aircraft Battery, RMA: Fort Delimara
- 6th Anti-Aircraft Battery, RMA: Mtarfu
- 7th Searchlight Battery, RMA: Mtarfu (aufgestellt am 5. September 1939)

Einige Soldaten des Regiments beteiligten sich 1960 an Demonstrationen für die Unabhängigkeit Maltas.
Einheiten der Royal Malta Artillery waren von 1962 bis 1978 auch Teil der Britischen Rheinarmee (BAOR – British Army of the Rhine) in Deutschland. Das Regiment wurde zum Transport von Lenkflugkörpern für britische und US-amerikanische Verbände eingesetzt. Das Durchschnittsalter der Soldaten betrug lediglich 20 Jahre. Ab 1962 waren die Soldaten zunächst in den Moore Barracks, Dortmund, stationiert, von November 1964 bis März 1970 dann in den Wrexham Barracks, Mülheim an der Ruhr. 1970 wurde das Regiment aus Deutschland abgezogen.

### Armed Forces of Malta
Im Gegensatz zur Freiwilligen- und Milizverbänden in anderen britischen Kolonien wurde das Regiment direkt von der britischen Krone finanziert. Dies betraf auch die Zahlung der Pensionen für ehemalige Soldaten des Regimentes. Im Zuge der Unabhängigkeit Maltas und der Herstellung der Souveränität des maltesischen Staates ergaben sich naturgemäß Probleme in Bezug auf Status und Unterstellung des Regimentes, aber auch der Perspektive und finanziellen Absicherungen seiner Soldaten. Während der sechziger und siebziger Jahre wurde das Regiment vor dem Hintergrund der maltesischen Unabhängigkeitsbestrebungen in Großbritannien auch als Symbol der traditionellen Verbindungen zwischen Großbritannien und Malta verstanden. Die Frage, ob das Regiment der maltesischen Regierung unterstellt werden sollte oder ob die Soldaten in die britische Armee aufgenommen werden könnten, wurde lange Zeit kontrovers diskutiert.
Im Jahr 1970 übernahm die Regierung Maltas die Verantwortung für das Regiment. Zusammen mit den Royal Engineers (Malta) wurde es in die Malta Land Force überführt. Am 19. April 1973 wurde die Malta Land Force wurde in Armed Forces of Malta (AFM) umbenannt. Das 1. Regiment der AFM ging als Artillerieverband direkt aus der Royal Malta Artillery hervor. Die Soldaten der Armed Forces of Malta tragen bis heute als Mützenabzeichen das Abzeichen der Royal Malta Artillery, allerdings ohne Krone.

## Auszeichnungen (Battle Honours)
- 1882 Ägypten

## Trivia
Im Jahr 1875 wurden die Offiziere des Regimentes ausdrücklich aufgefordert, zur Uniform den Helm zu tragen. Offensichtlich war das Tragen der Kopfbedeckung nicht besonders weit verbreitet.